# Psicoacustica
La psicoacustica è lo studio della percezione soggettiva umana dei suoni. Più precisamente è lo studio della psicologia della percezione acustica.

## Introduzione
In molte applicazioni dell'acustica e dell'elaborazione del segnale sonoro diventa strettamente necessario conoscere come il suono viene percepito da un essere umano. Il suono, il cui stimolo acustico è composto da onde di pressione che si propagano attraverso l'aria, può essere misurato accuratamente tramite delle apparecchiature sofisticate.
Tuttavia capire come queste onde vengano recepite e convertite in pensieri all'interno del nostro cervello non è affatto da sottovalutare: il suono è un segnale analogico continuo che (approssimando a zero il volume delle molecole d'aria) può teoricamente portare un infinito numero di informazioni (essendoci un infinito numero di frequenze portanti, ognuna contenente informazioni relative ad ampiezza e fase). Individuare le caratteristiche peculiari della percezione uditiva permette agli scienziati ed agli ingegneri di concentrarsi, per l'analisi e la progettazione di strumenti e apparecchiature acustiche, sulle componenti realmente udibili.
È importante sottolineare, inoltre, che ciò che "si sente" non è solamente una conseguenza di carattere fisiologico legata alla conformazione del nostro orecchio, ma comporta anche implicazioni psicologiche.

## Limiti della percezione uditiva

### Frequenza
L'orecchio umano può udire i suoni nell'intervallo dai 20 Hz ai 20 kHz. Questo limite superiore tende ad abbassarsi con l'avanzare degli anni: molti adulti non sono in grado di udire frequenze oltre i 16 kHz. L'orecchio di per sé non è in grado di rispondere alle frequenze superiori o inferiori all'intervallo indicato, ma queste ultime possono essere comunque percepite col corpo attraverso il senso del tatto sotto forma di vibrazioni se sufficientemente potenti in ampiezza.
Nel tratto di massima sensibilità dell'intervallo delle frequenze udibili (intorno ai 2–3 kHz) l'orecchio ha una risoluzione di circa 2 Hz mentre via via che ci si allontana da questa zona la risoluzione va diminuendo di pari passo.
L'effetto della frequenza sull'orecchio umano segue una base logaritmica. In altre parole, la maniera con cui l'altezza di un suono viene percepita è funzione esponenziale della frequenza. La comune scala musicale di dodici suoni è un esempio: quando la frequenza fondamentale di una nota è moltiplicata per {\displaystyle 2^{1/12}}, il risultato è la frequenza del semitono successivo in direzione ascendente. Andare più in alto di dodici semitoni, ovvero di un'ottava, è lo stesso che moltiplicare la frequenza della fondamentale per {\displaystyle 2^{12/12}}, ovvero raddoppiare la frequenza (per approfondire vedi: temperamento equabile).
Come risultato si ha che la risoluzione nel riconoscimento della frequenza assoluta viene giudicata meglio dall'orecchio in termini di semitoni o in cent, cioè in centesimi di semitono.

### Intensità
Se si prende in considerazione l'intensità del suono, l'intervallo udibile è enorme: il limite inferiore è definito a 0 dB, mentre il limite superiore attualmente non è fissato. È possibile individuare un limite superiore approssimativo considerando il punto in cui l'intensità del suono è tale da danneggiare l'orecchio. Il limite dipende dalla durata del suono, poiché se è vero che l'orecchio può sopportare 120 dB per un breve periodo è vero anche che può subire sordità permanente se esposto per lungo tempo a un suono oltre gli 80 dB.
Una più rigorosa esemplificazione dei limiti minimi di udibilità determina che la soglia minima dove un suono può essere sentito dipende dalla sua frequenza. Misurando questa intensità minima utilizzando toni di test a varie frequenze, possiamo ricavare una curva di "Frequenza Dipendente" detta soglia assoluta della percezione sonora o Absolute Threshold of Hearing (ATH). Generalmente, l'orecchio denota un picco di sensibilità (es. Il suo ATH minimo) con una frequenza compresa tra 1 kHz e 5 kHz, e sembra che questa soglia cambi con l'età: orecchie più anziane denotano una riduzione della sensibilità di oltre 2 kHz.
L'ATH è costituito dalla più bassa tra le curve di pari intensità sonora o equal-loudness contour. Le curve di pari intensità indicano il livello di pressione acustica (in dB), distribuite su un intervallo di frequenze audibili, che sono percepite allo stesso livello di volume sonoro.
Le curve di pari intensità sonora sono state misurate per la prima volta da Fletcher e Munson nel 1933 presso i laboratori AT&T Bell Laboratories usando toni puri riprodotti attraverso cuffie e i dati ottenuti sono chiamati curve Fletcher-Munson. La sensazione sonora era difficile da misurare in quanto soggettiva, quindi le curve sono la media tra le percezioni di molti soggetti.
Robinson e Dadson raffinarono il processo nel 1956 per ottenere un nuovo insieme di curve di pari intensità sonora per una sorgente sonora frontale misurata in una stanza senza riverbero (Camera anecoica). Le curve Robinson-Dadson furono standardizzate come ISO 226 nel 1986. Nel 2003, ISO 226 fu revisionato usando i dati presi da 12 studi internazionali.

## Cosa udiamo?
L'udito umano è simile ad un analizzatore di spettro, così che l'orecchio risolve il contenuto spettrale della pressione dell'onda di pressione senza tener conto della fase del segnale. Nella pratica, si possono percepire alcune informazioni della fase. La differenza di fase tra un orecchio e l'altro è una notevole eccezione che fornisce una parte significante nella localizzazione del suono. Gli effetti di filtraggio della testa offrono un altro importante spunto per la direzione.

## Effetti di mascheramento
In alcune situazioni, un suono normalmente udibile può essere mascherato da un altro suono. Ad esempio, la conversazione a una fermata di autobus può diventare completamente impossibile se si sta avvicinando un rumoroso autobus. Questo fenomeno è chiamato "mascheramento". Un suono più debole è detto "mascherato" se è reso inudibile dalla presenza di un suono più forte, a sua volta detto "mascheratore".
Se due suoni vengono prodotti simultaneamente e uno è mascherato dall'altro, si parla di mascheramento simultaneo. Un suono di frequenza prossima a quella del suono più forte è mascherato più facilmente rispetto a uno di frequenza molto diversa. Per questo motivo, il mascheramento simultaneo è anche chiamato "mascheramento di frequenza".
La tonalità di un suono è parzialmente determinata da questa abilità di mascherare gli altri suoni. I modelli computerizzati che calcolano il masking causato da suoni devono pertanto classificare la loro vetta individuale all'interno dello spettro accordando la loro tonalità.
Allo stesso modo, un suono leggero emesso appena dopo la fine del suono alto è mascherato da quest'ultimo. Persino un suono leggero appena prima di un suono alto può essere mascherato da un altro suono. Questi due effetti sono chiamati rispettivamente anticipo e ritardo del temporal-masking (mascheramento temporale).

## Il 'Phantom'
Al livello più basso di udibilità, le note gravi possono spesso essere udite chiaramente solo quando non ci siano altri suoni alla stessa frequenza. La cosa è dovuta al fatto che l'orecchio operi una sintesi dei suoni a bassa frequenza derivandoli dalle differenze tra le frequenze armoniche udibili presenti nei suoni in questione. In alcuni apparecchi commerciali, questo effetto è utilizzato per dare l'impressione di una risposta estesa alle basse frequenze quando il sistema non è in grado di riprodurle adeguatamente.

## Psicoacustica e software
Se trasportiamo l'informazione sonora nel mondo digitale possiamo fare alcune considerazioni.
Il modello psicoacustico conferisce qualità alla compressione audio di tipo "lossy" (con perdita di informazione) indicando quale parte del segnale audio da comprimere può essere rimossa o pesantemente compressa senza generare problemi, cioè senza perdite significative nella qualità del suono.  Questo spiega, ad esempio, perché un secco battito dei palmi delle mani fra loro possa risultare tremendamente rumoroso in una tranquilla biblioteca, ma non si riesca quasi a sentire nel traffico automobilistico diurno di una grande città. 
Sembra che questo dia poco vantaggio nell'ambito generale del problema della compressione dati, ma le analisi psicoacustiche portano ad ottenere file compressi che sono anche 10 o 12 volte più piccoli degli originali high quality, il tutto con una minima perdita percepibile di qualità. Un simile tasso di compressione è oggi la caratteristica di quasi tutti i formati di compressione audio, fra i quali ricordiamo l'MP3, Ogg Vorbis, Musicam (usato da molti stati come standard per le trasmissioni digitali audio via etere), e la compressione su cui si basa il MiniDisc.
La psicoacustica è fortemente basata sull'anatomia umana, soprattutto - come evidenziato - sulle limitazioni di percezione dell'orecchio. Dette limitazioni, per riassumere, sono:
- Limiti alle alte frequenze
- Soglia assoluta di udibilità
- Soglia del dolore
- Temporal masking (Mascheramento temporale)
- Simultaneous masking (Mascheramento simultaneo)

Dato che l'orecchio non funziona al meglio quando si trova in prossimità di queste limitazioni, un algoritmo di compressione audio darà bassa priorità a frequenze esterne al range di udibilità. Sottraendo memoria a queste frequenze poco importanti e ridistribuendola fra quelle utili, l'algoritmo assicura che i suoni udibili siano della qualità più alta possibile.

## Psicoacustica e musica
La psicoacustica comprende anche scoperte rilevanti per quanto concerne la musica, la sua composizione ed esecuzione. Alcuni musicisti, come ad esempio Benjamin Boretz, sono convinti che i risultati delle ricerche psicoacustiche abbiano significato solo in un contesto musicale.

## Applicazioni
La Psicoacustica è applicata oggi in molti campi: dall'ingegneria informatica all'ingegneria acustica, passando per la difesa in relazione alla possibilità di sviluppare ed utilizzare armi acustiche che possano causare lesioni o morte. Ovviamente si applica anche alla musica, dove i musicisti e gli artisti continuano a creare nuove sensazioni acustiche, rompendo la tradizionale percezione della sonorità reale. È usata anche nell'educazione, nella medicina e nel marketing.